# Ciudad de Brandeburgo
La Ciudad de Brandeburgo (en alemán: Brandenburg an der Havel, pronunciación: /ˈbʁandn̩ˌbʊʁk an deːɐ̯ ˈhaːfl̩/ⓘ) es la ciudad homónima del estado federado de Brandeburgo, en el noreste de Alemania. Se localiza a orillas del río Havel. La Ciudad de Brandeburgo dio nombre al medieval Obispado de Brandeburgo, el Margraviato de Brandeburgo y el actual Estado de Brandeburgo. Es una pequeña urbe en comparación con la cercana ciudad de Berlín que ostenta el honor de ser el núcleo original de los antiguos reinos de Brandeburgo y Prusia.

## Historia

### Edad Media
En los años 928-929, el rey por Enrique I el Pajarero conquista el castillo de Brandeburgo, que había sido una fortaleza de la tribu eslava Stodoranie. El nombre de la ciudad en la lengua eslava era Brennabor, que es una combinación de dos palabras Brenna (defensa) y bor (fortaleza). En 948, Brandeburgo es mencionada por primera vez en un escrito, y el Emperador Otón I funda el obispado de Brandeburgo. La ciudad se mantuvo bajo dominio alemán hasta el año 983, cuando fue reconquistada tras una rebelión eslava. Durante los próximos 170 años el área fue gobernada por los príncipes eslavos de la tribu Hevelli. El último de ellos, Pribislav, murió en 1150. De 1157 a 1153-1154, Brennabor formaba parte del Ducado eslavo de Kopanica, un feudo de Polonia. Posteriormente, Alberto I el Oso (Albrecht I der Bär) se estableció aquí y se convirtió en el primer Margrave de Brandeburgo. La ciudad se limitaba a la orilla occidental del Havel hasta 1196, cuando se extendió a la parte oriental. Las dos riberas del río eran consideradas como tres ciudades diferentes (Ciudad Vieja, Ciudad Nueva y el barrio de la catedral de Brandeburgo) durante siglos.
En 1314-1315, la Vieja y la Nueva ciudad se adhieren a la Liga hanseática. En la guerra de los Treinta Años (1618-1648), las poblaciones sufrieron el saqueo y la destrucción, lo que llevó a la pérdida de su consideración como potencia. Potsdam se convierte en la nueva capital, y la corte abandona la ciudad de Brandeburgo. En 1474, se erige la escultura de piedra Roland en el Neustädtischer Markt (mercado de la ciudad nueva). En 1715, la Ciudad Vieja y la Ciudad Nueva se fusionan para formar un solo núcleo. En 1928, se anexiona el barrio de la catedral de Brandeburgo.

### Historia moderna
A finales del siglo XIX, Brandenburg an der Havel se convierte en un centro industrial muy importante en el Imperio Alemán. Se fundan industrias del acero, y varias marcas de bicicletas de fama mundial, como Brennabor, Corona y Excelsior, son fabricadas en la ciudad. También se asienta una industria de juguete famosa a nivel mundial. Con un gigantesco complejo industrial, la Deutsche Reichsbahn (Ferrocarriles Alemanes Imperiales) se encuentra en Brandenburg-Kirchmöser durante el tiempo entre las dos guerras mundiales y la época de la antigua RDA (República Democrática Alemana). La excelente infraestructura de transporte de la ciudad era una gran ventaja.
En 1933 y 1934, se instala un campo de concentración, uno de los primeros en la Alemania Nazi, en la Neuendorfer Straße, situado en el casco antiguo de Brandeburgo. Cuando se cerró este campo de concentración en el interior de la ciudad, los nazis utilizaron la prisión de Brandenburg-Görden, situada en el barrio de Görden. Más tarde, la cárcel vieja se convierte en el Centro de la Eutanasia de Brandeburgo, donde los nazis mataron a personas con enfermedades mentales, inclusive niños. Llamaron a esta operación "Acción T4", Tiergartenstraße 4. La sede central de esta organización destinada a la eutanasia forzada, estaba planificada y organizada. Brandenburg an der Havel fue uno de los primeros lugares en el Tercer Reich, donde los nazis experimentaron con matar a sus víctimas con gas. A continuación, se prepararon los asesinatos en masa en Auschwitz y otros campos de exterminio.
Tras las quejas de los habitantes locales por el humo, los hornos móviles dejaron de ser utilizados para quemar cadáveres. Poco después, los nazis cerraron la antigua prisión.

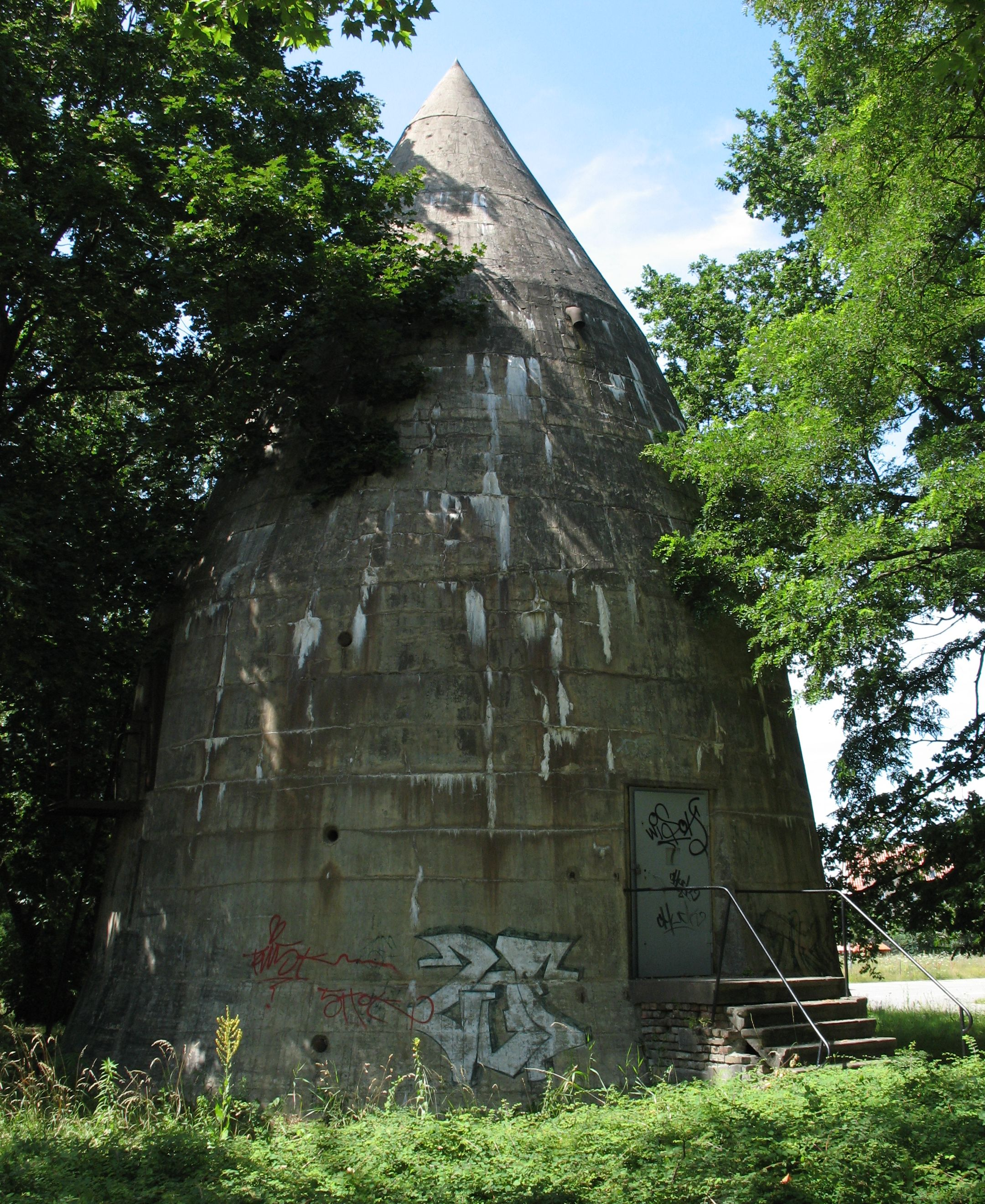
Búnker del tipo diseñado por Leo Winkel en Kirchmöser

En 1934, la Compañía de Aviones Arado (Arado Flugzeugwerke), originaria de Warnemünde, montó una fábrica satélite en Brandeburgo, que inició la producción de aviones en 1935. La fábrica se amplió durante los próximos cinco años, fabricando aeronaves para la Luftwaffe durante la II Guerra Mundial. La existencia de esta fábrica era una de las razones de que Brandeburgo fue bombardeada en etapas posteriores de la guerra. En 1945, el 70% de la ciudad fue destruida.
Friedrich Fromm, un oficial alemán implicado en el Atentado del 20 de julio de 1944 para asesinar a Hitler, fue ejecutado aquí en marzo de 1945 por su participación en la trama.
Tras la reunificación alemana después de la caída del Muro de Berlín, la población de la ciudad se redujo de más de 100.000 habitantes en 1989 a unos 75.000 en 2005 debido a la emigración, principalmente de jóvenes.

## Población

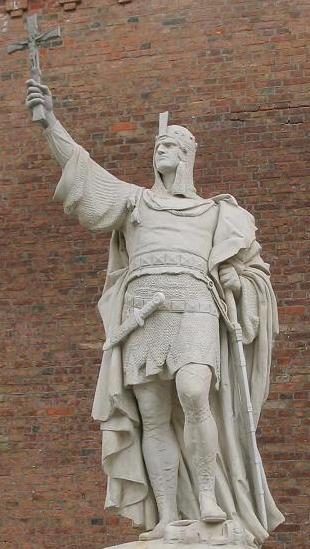
Alberto el Oso.

| Fecha      | Población |
| ---------- | --------- |
| 1600       | 10.000    |
| 1648       | 3.000     |
| 1715       | 11.000    |
| 1818       | 12.800    |
| 1830       | 13.538    |
| 3.12. 1861 | 21.600    |
| 3.12. 1864 | 26.000    |
| 3.12. 1867 | 25.500    |
| 1.12. 1871 | 25.800    |
| 1.12. 1875 | 27.371    |
| 1.12. 1880 | 29.066    |
| 1.12. 1885 | 33.129    |
| 1.12. 1890 | 37.817    |

| Fecha       | Población |
| ----------- | --------- |
| 2.12. 1895  | 42.690    |
| 1.12. 1900  | 49.250    |
| 1.12. 1905  | 51.200    |
| 1.12. 1910  | 53.595    |
| 1.12. 1916  | 48.039    |
| 5.12. 1917  | 49.565    |
| 8.10. 1919  | 52.972    |
| 16.6. 1925  | 59.297    |
| 16.6. 1933  | 64.190    |
| 17.5. 1939  | 83.825    |
| 1.12. 1945  | 68.927    |
| 29.10. 1946 | 70.632    |
| 31.8. 1950  | 82.215    |

| Fecha       | Población |
| ----------- | --------- |
| 31.12. 1955 | 87.143    |
| 31.12. 1960 | 86.722    |
| 31.12. 1964 | 89.697    |
| 1.1. 1971   | 93.983    |
| 31.12. 1975 | 93.765    |
| 31.12. 1981 | 94.680    |
| 31.12. 1985 | 94.862    |
| 31.12. 1988 | 94.872    |
| 31.12. 1990 | 89.889    |
| 31.12. 1995 | 85.994    |
| 31.12. 2000 | 77.516    |
| 31.5. 2005  | 74.760    |

## Monumentos
El Dominsel (Isla de la Catedral) es el corazón histórico de la ciudad. Aquí se encuentra su edificio más antiguo: la catedral de los Santos Pedro y Pablo. A pesar de que se inició en 1165 la construcción en estilo románico, se completó como una catedral gótica durante el siglo XIV. Mientras que el exterior es más bien austero, la catedral sorprende al visitante con su suntuoso interior, especialmente la cripta decorada de la Bunte Kapelle (Capilla Coloreada) y el órgano de Wagner (1725), uno de los más famosos órganos barrocos de Alemania.
La Katharinenkirche (Iglesia de Santa Catalina), construida en 1401 en la Ciudad Nueva, es un impresionante ejemplo de la arquitectura gótica de ladrillo del norte de Alemania. La Gotthardtkirche (Iglesia de San Gotthardt) fue construida del mismo material sólo unos pocos años más tarde.
Otro edificio interesante es el Ayuntamiento de la Ciudad Vieja, un edificio de ladrillo de estilo gótico tardío con hastiales escalonados y un portal adornado. Frente a ella se encuentra una estatua del caballero Roland (o Roldán en español), esculpida sobre piedra arenisca. Fue erigida en 1474 como un símbolo de la independencia de la ciudad.
También se conserva una parte de la muralla medieval de la ciudad de Brandeburgo, con cuatro torres de vigilancia: Steintorturm y Mühlentorturm (en la Ciudad Nueva), y Rathenower Torturm y Plauer Torturm (en el casco antiguo).
El Museo Industrial Brandenburg es un punto de anclaje de ERIH, La Ruta Europea del Patrimonio Industrial. Brandeburgo tiene su propio teatro (Teatro de Brandeburgo), una orquesta sinfónica profesional (Brandenburger Symphoniker) y una amplia gama de museos de historia y arqueología locales.

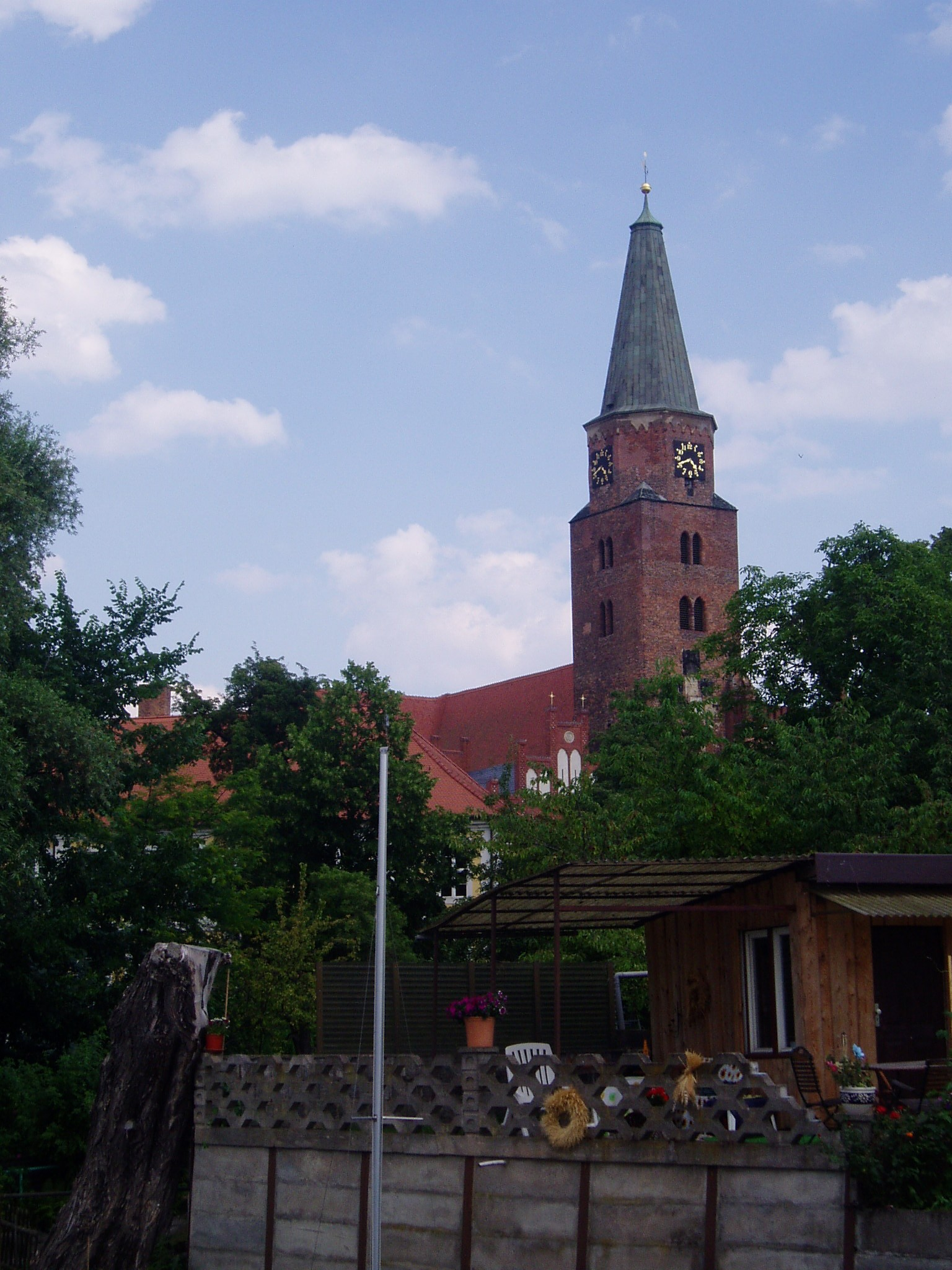
Catedral de Brandeburgo
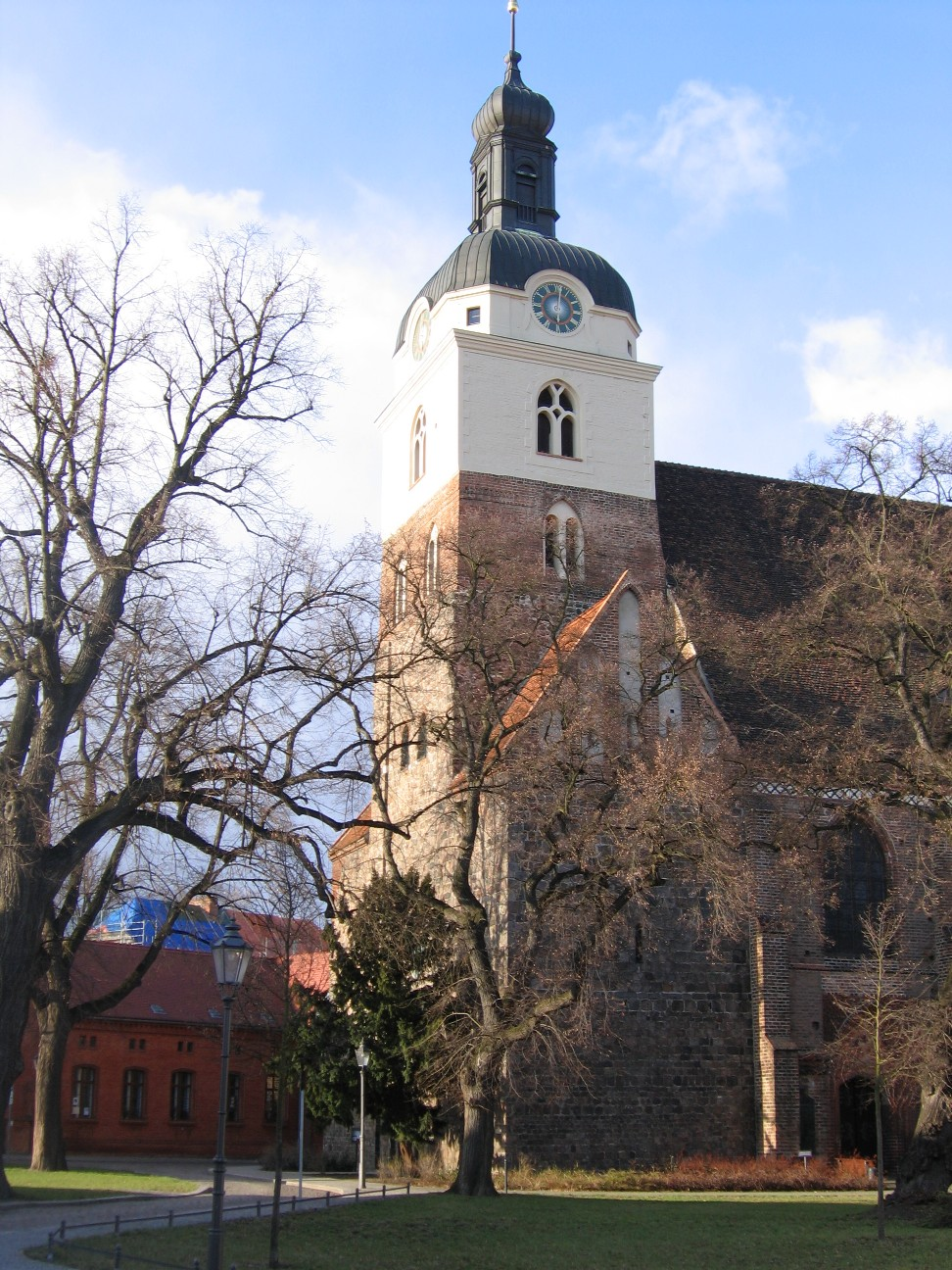
Iglesia de St. Gotthardt
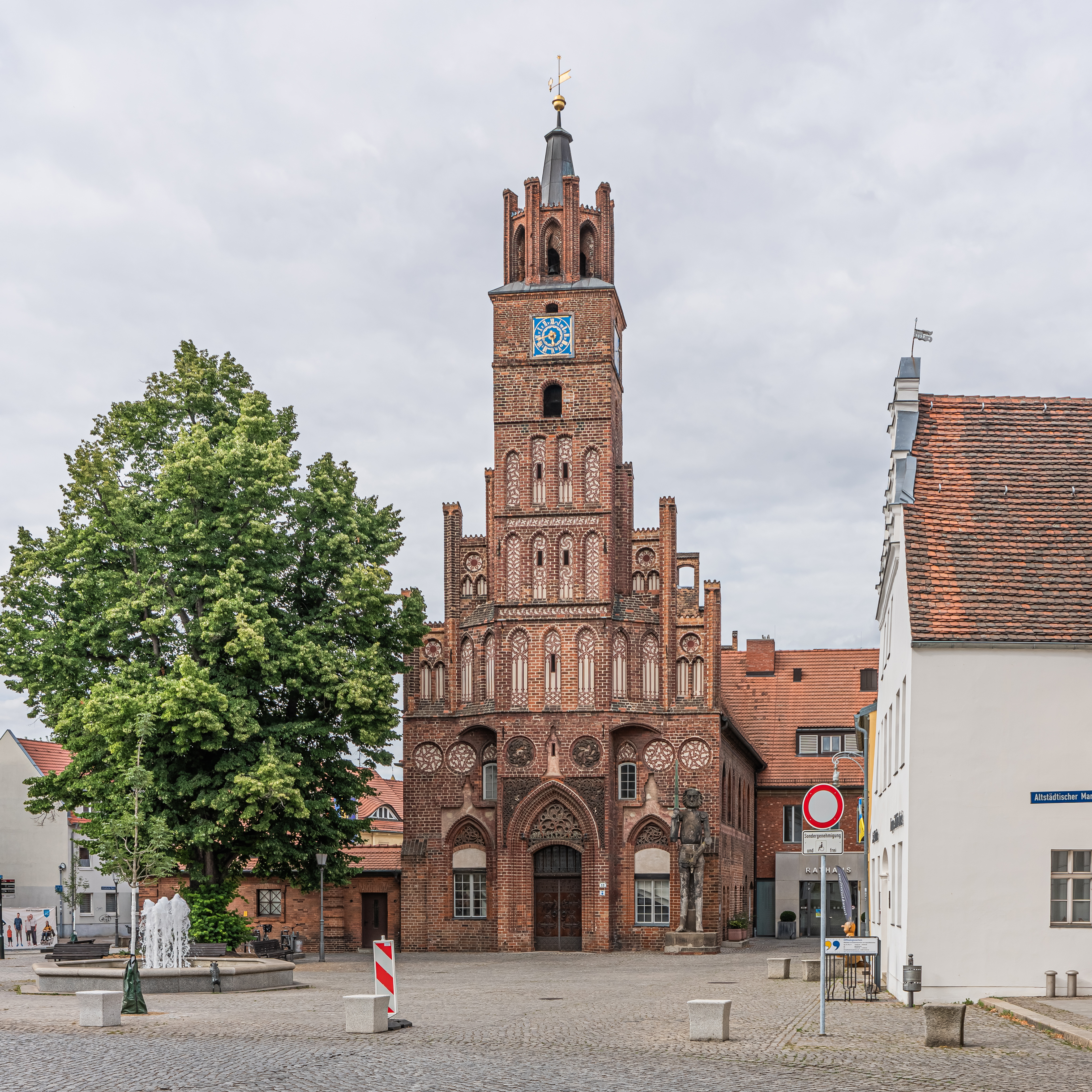
Altstädtischer Markt, antiguo Ayuntamiento
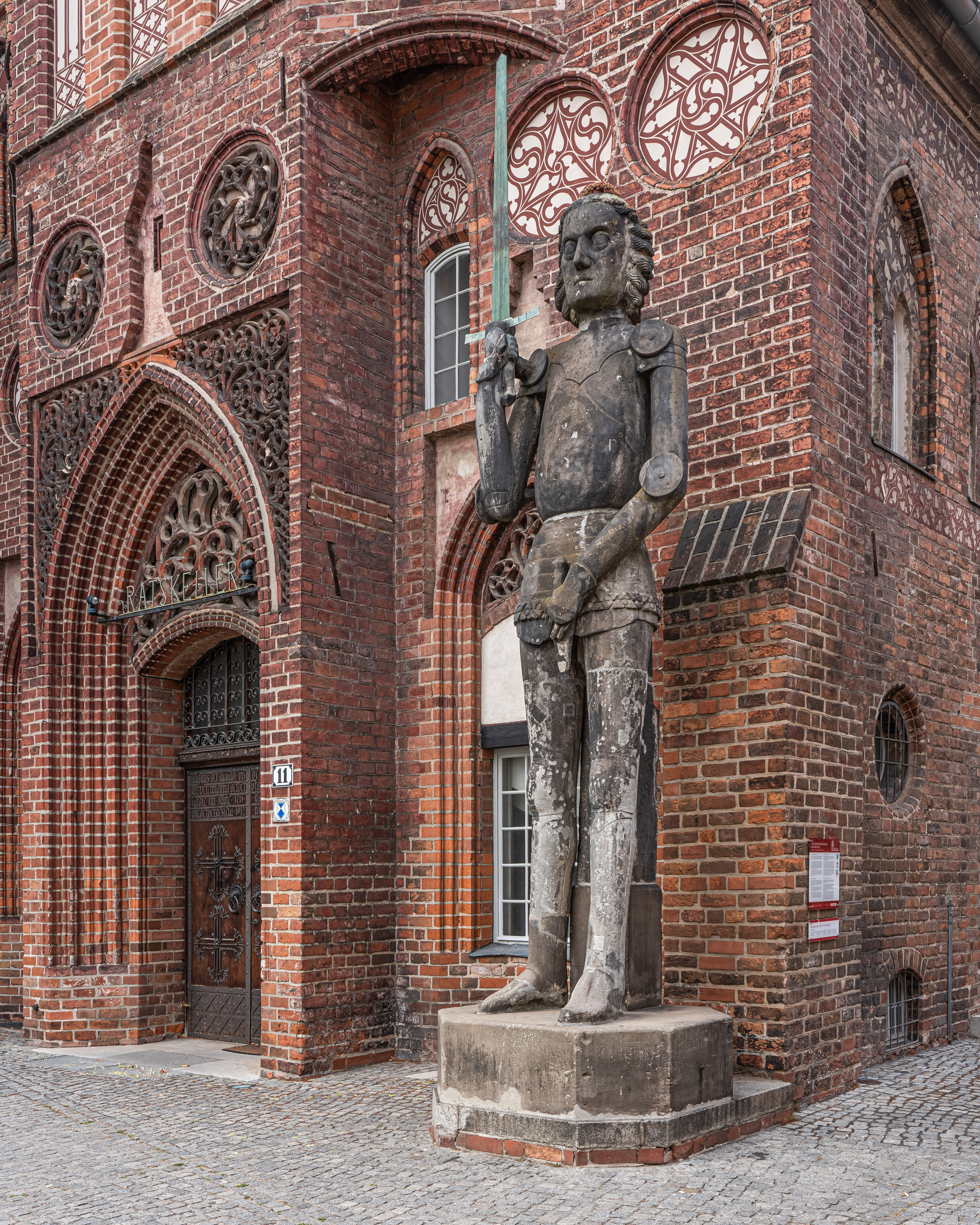
Estatua de Roland, enfrente del antiguo Ayuntamiento
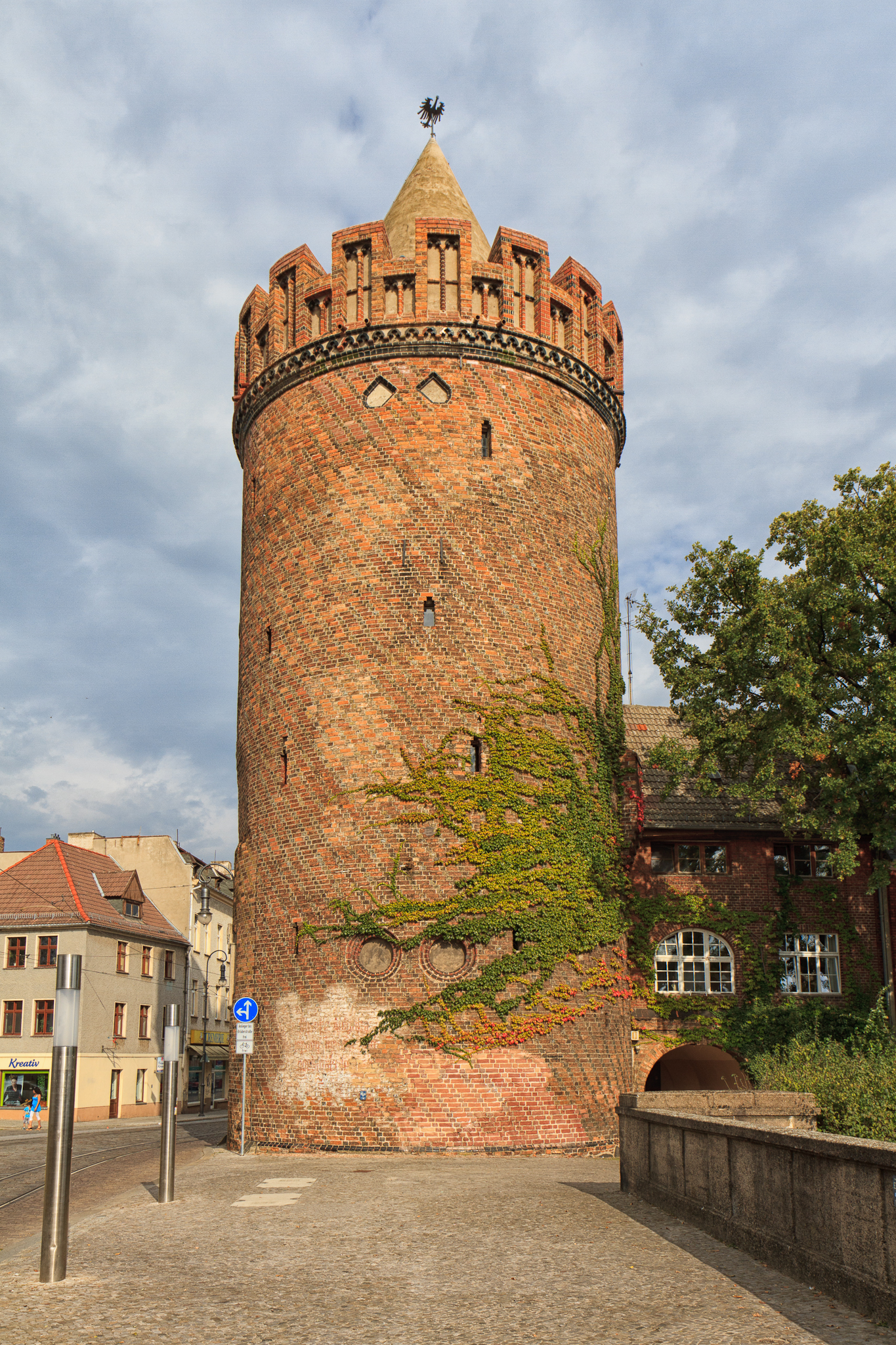
Steintorturm
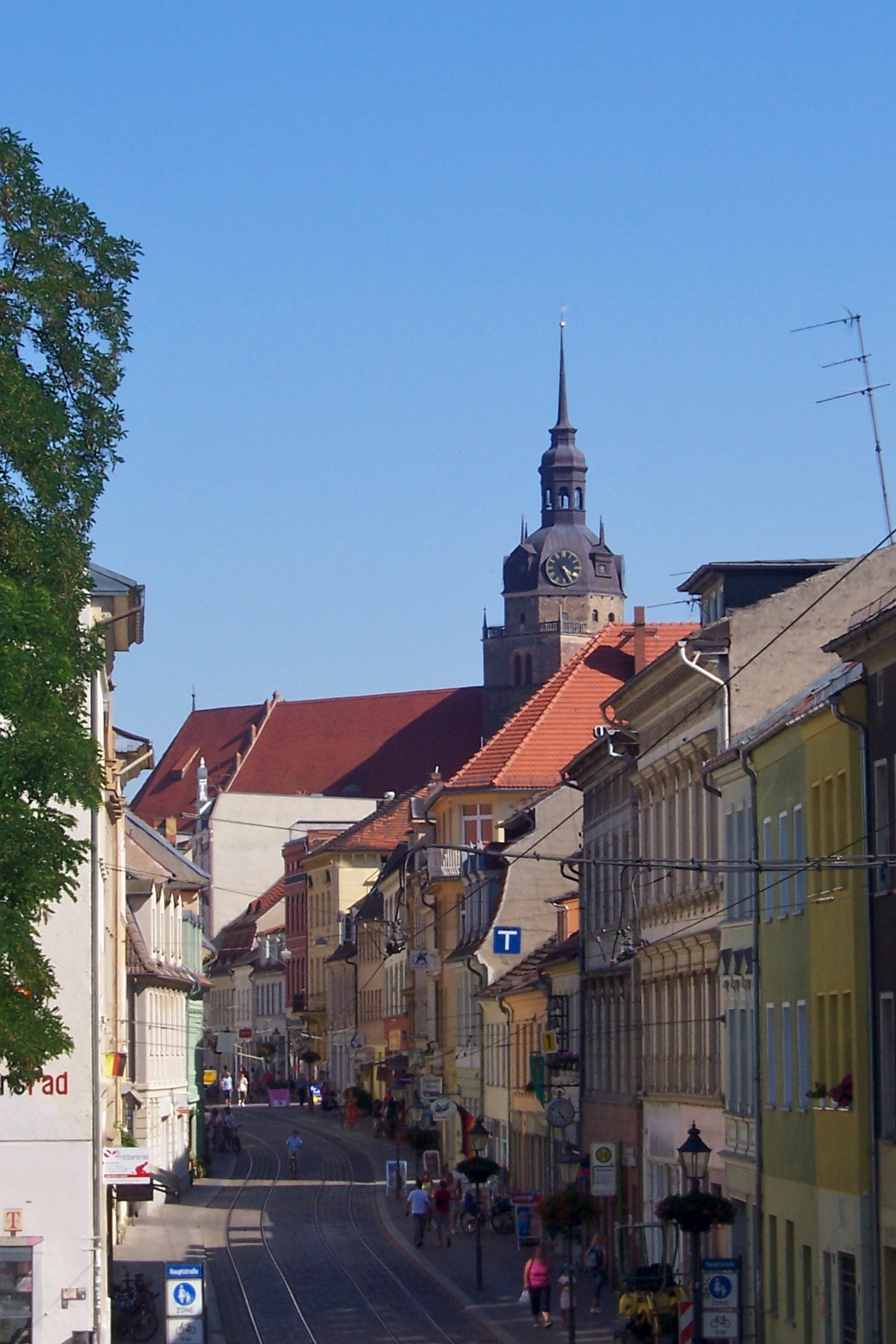
Iglesia de Santa Catalina en la Calle Mayor
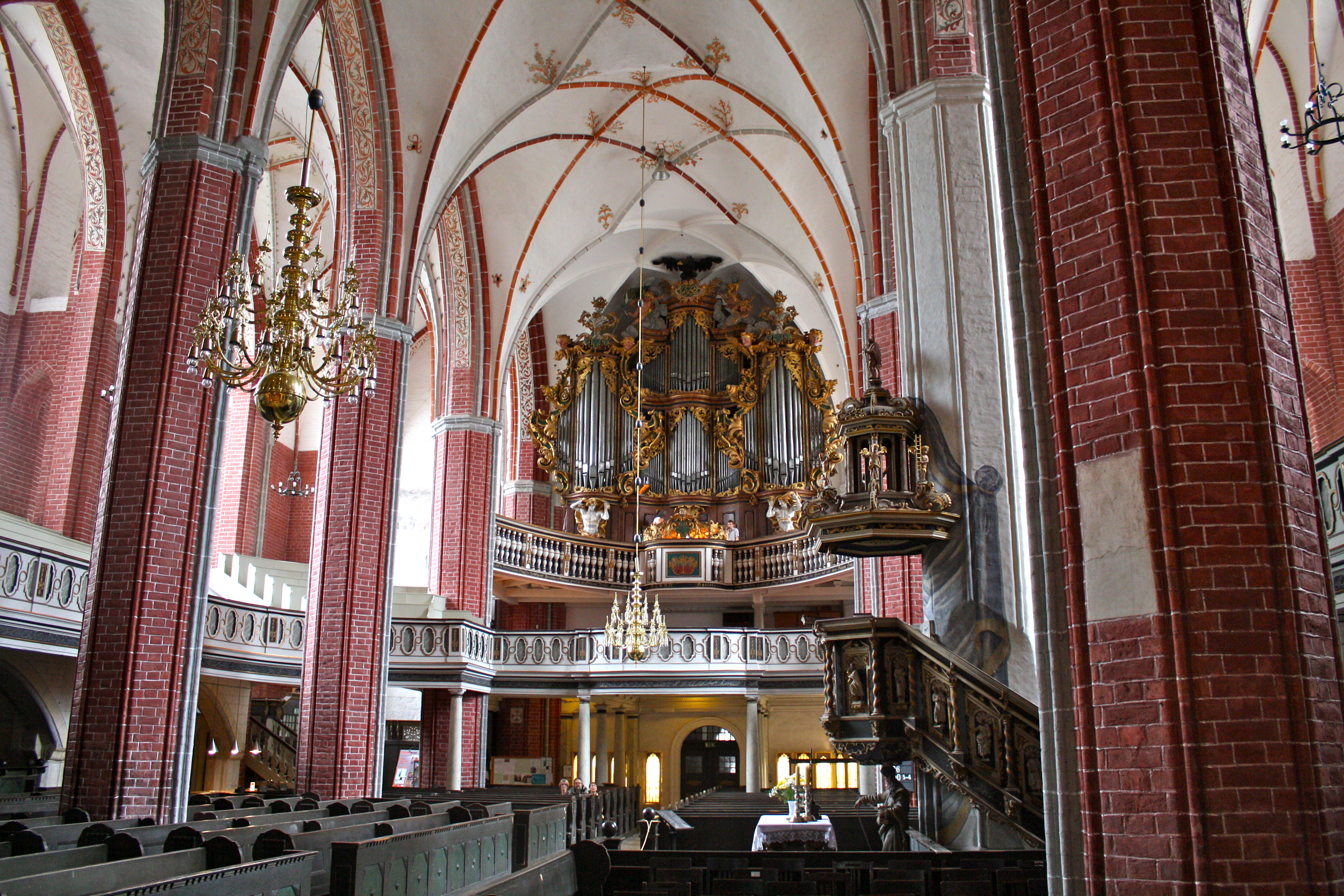
Iglesia de St. Catherine
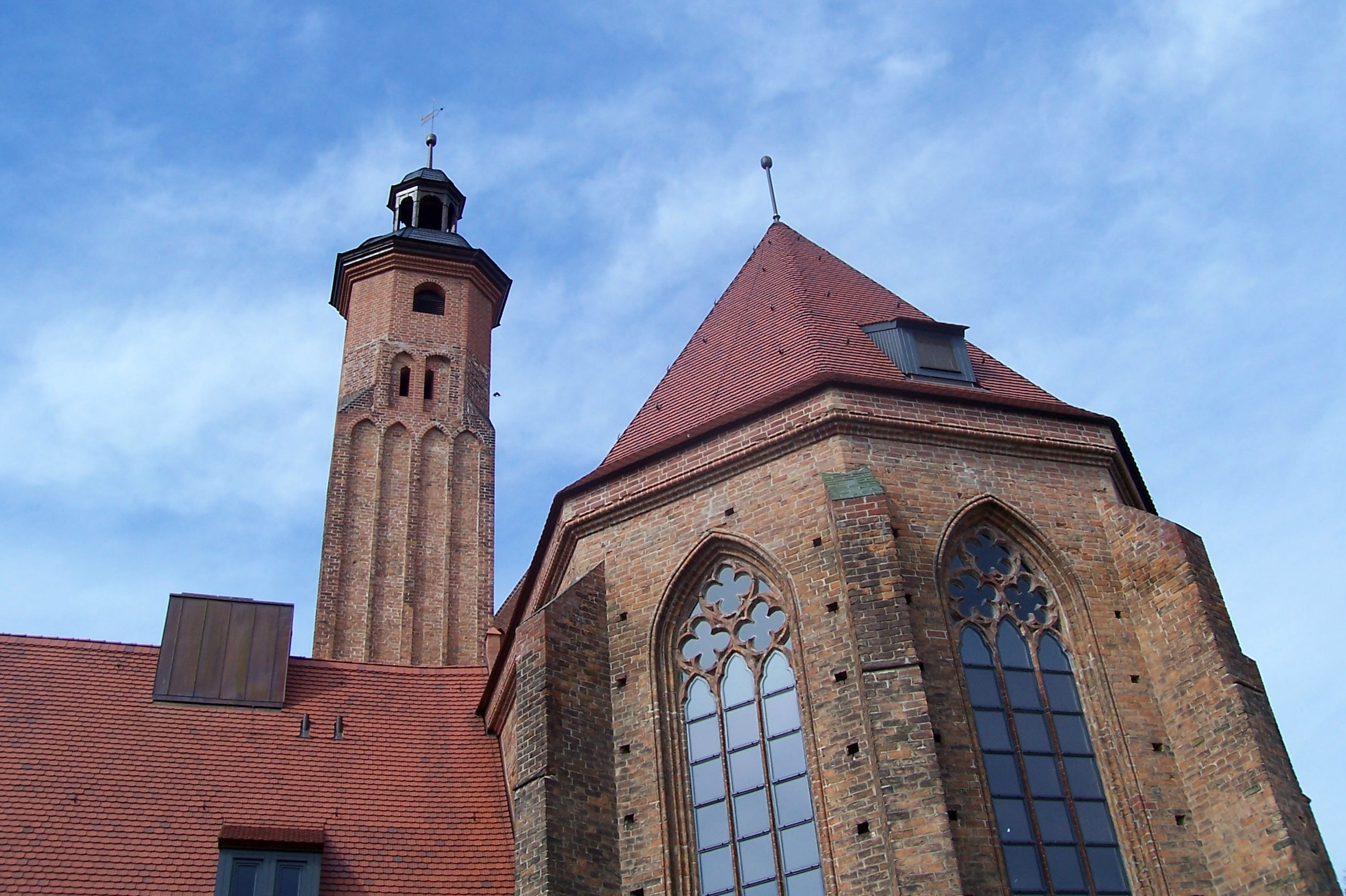
Museo de Arqueología, antigua Iglesia de San Pablo
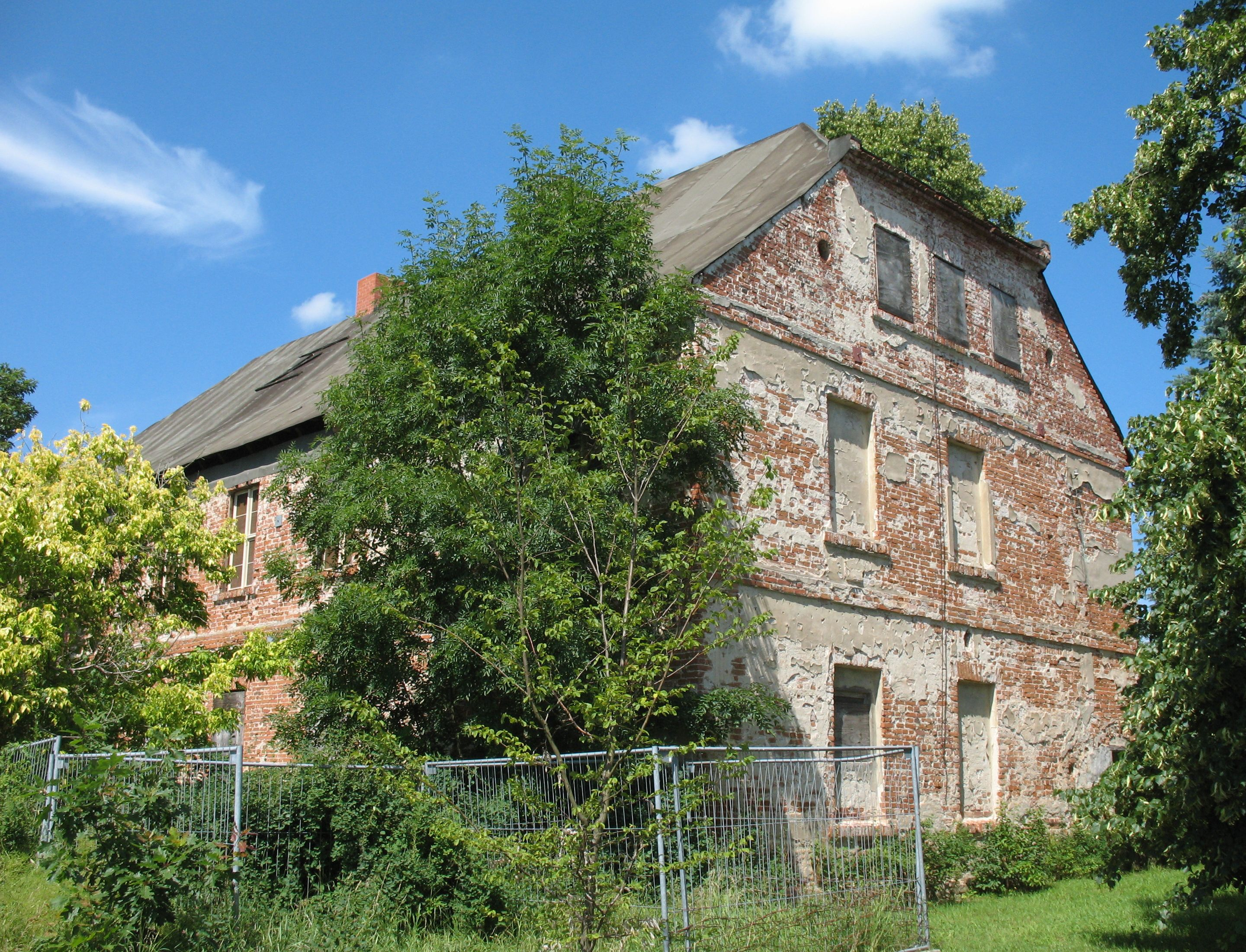
Manor en Mahlenzien
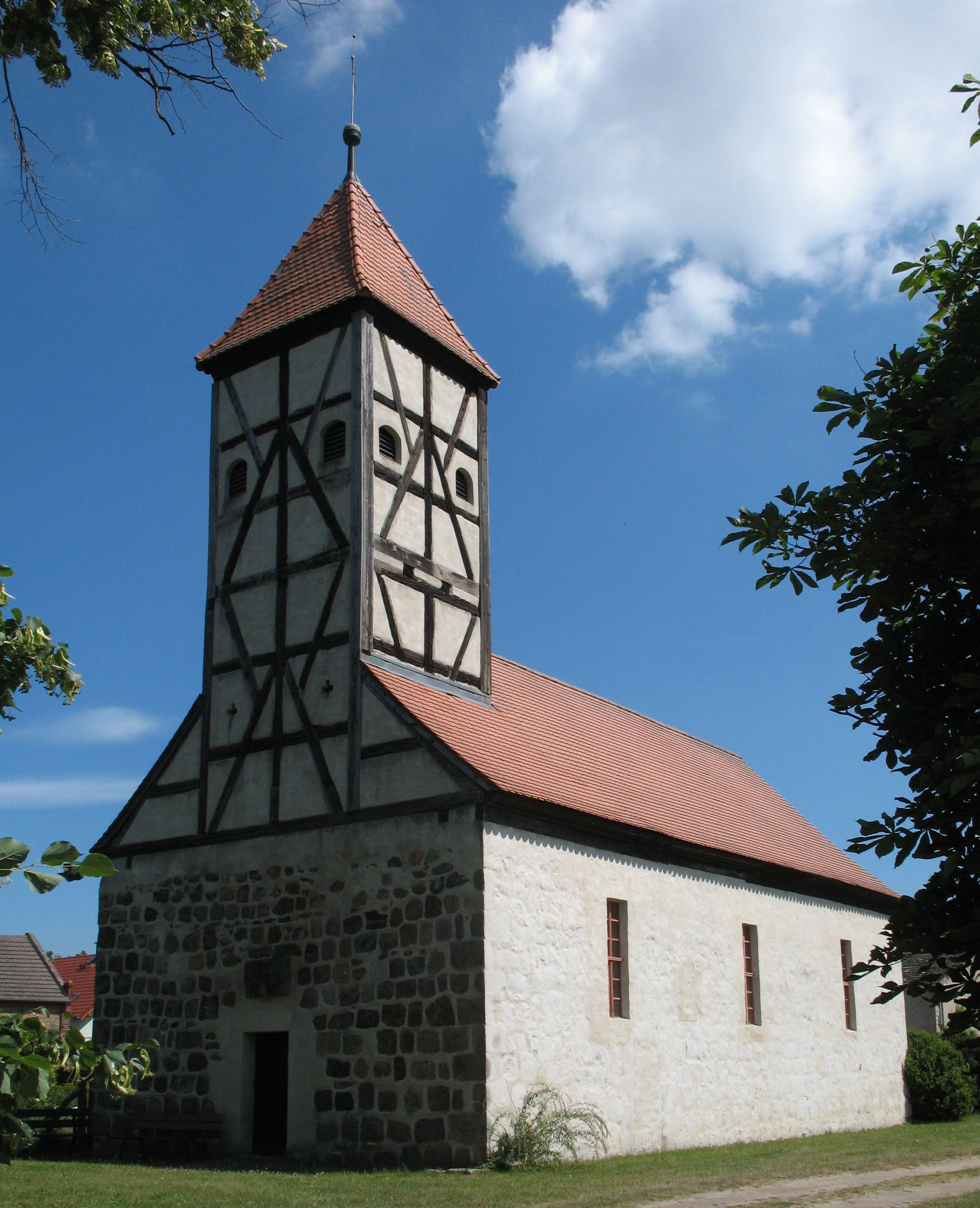
Iglesia en Mahlenzien

## Transporte

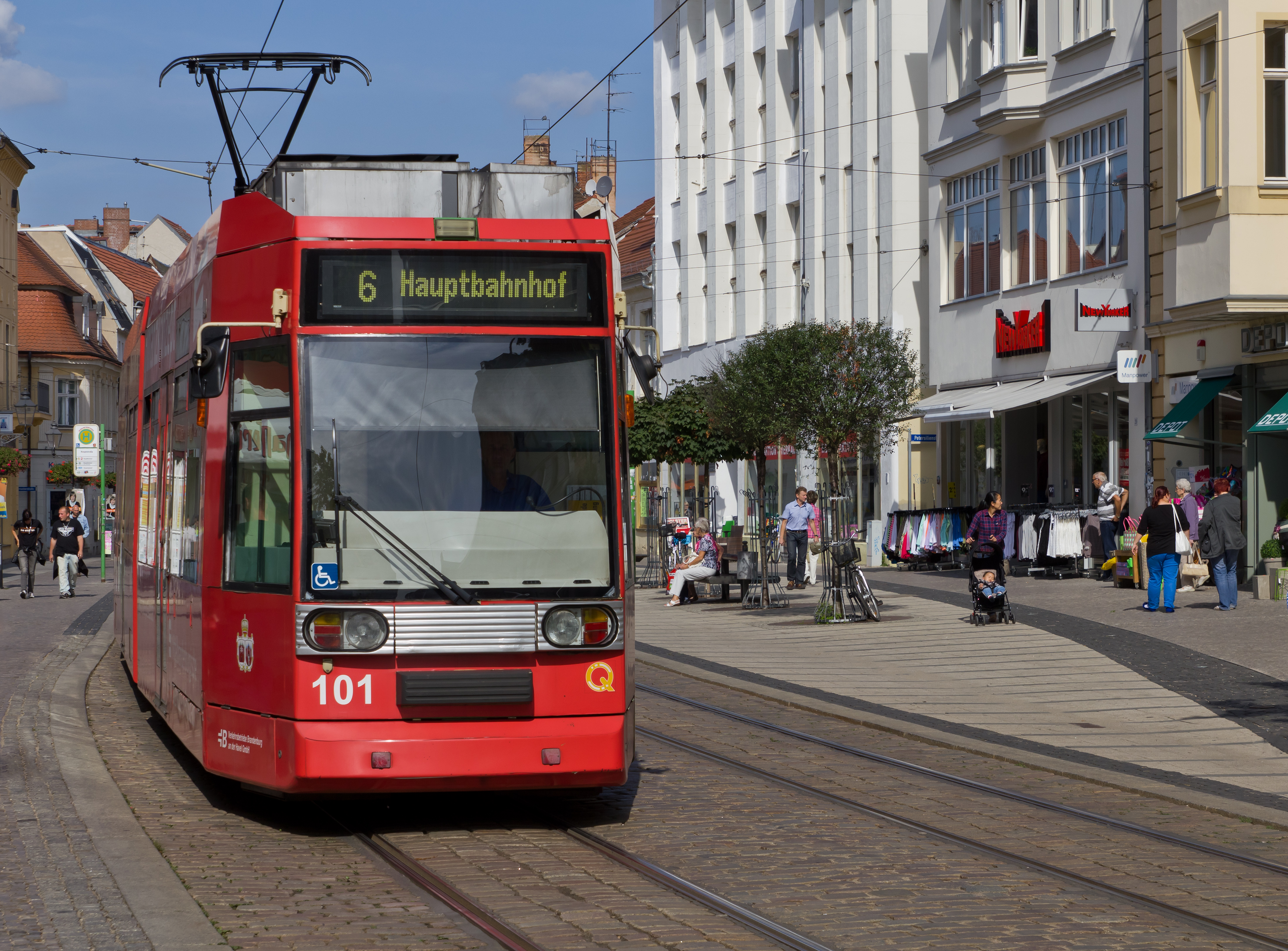
Tranvía de la ciudad

La ciudad está situada en el río navegable Havel, un canal europeo, y los buques que viajan a través de la ciudad tienen una opción de dos rutas. La ruta original utilizó el Canal de la ciudad de Brandeburgo, una ruta de 4 kilómetros, a través del centro de la ciudad que desciende a través del Stadtschleuse Brandeburgo, pero esta ruta es limitada en tamaño y su aprovechamiento ahora se limita a embarcaciones de ocio. El tráfico comercial utiliza en cambio el Canal del Silo que atraviesa las franjas orientales y septentrionales de la ciudad.
La ciudad está situada en la ensambladura de las carreteras federales 1 y 102 y la autopista A2 está cerca. El ferrocarril de Berlín y Magdeburgo también atraviesa Brandenburg an der Havel.
La pieza central del sistema de transporte público urbano de la ciudad es la red de tranvía Brandenburg an der Havel.

## Personas destacadas
- Friedrich de la Motte Fouqué, escritor
- Gustav Noske, ministro de Defensa de Alemania
- Kurt von Schleicher, Canciller de Alemania de la República de Weimar
- Friedrich August Raschig, químico, industrial y político
- Birgit Fischer, la piragüista con más medallas olímpicas

## Ciudades hermanadas
- Ivry-sur-Seine, Francia
- Kaiserslautern, Renania-Palatinado
- Magnitogorsk, Rusia
- Bitola, Macedonia del Norte